# Tobaccoland Großhandelsgesellschaft
Die Tobaccoland Großhandelsgesellschaft mbH & Co KG war ein deutsches Tabak-Großhandelsunternehmen, dessen Firmensitz sich in Mönchengladbach befand. Am 1. Januar 1999 ging das Unternehmen in der neu gegründeten Lekkerland-Tobaccoland GmbH & Co KG auf. 

## Geschichte
Der Grundstein für die später entstandene Tobaccoland Großhandelsgesellschaft mbH & Co KG wurde 1926 in Mönchengladbach-Windberg gelegt. 1926 eröffnete Wilhelm Grünewald, Vertreter einer niederländischen Zigarren-Firma, mit Unterstützung seiner Frau Franziska ein Tabakgeschäft. Dreizehn Jahre später, 1939, als der Krieg ausbrach, konnten die Kunden bereits mit insgesamt drei Fahrzeugen beliefert werden. Zum Einzugsgebiet des Geschäfts gehörten Mönchengladbach, Rheydt und die nähere Umgebung. Als die Wirtschaft 1945 wieder ins Rollen kam, brachte der nun 16-jährige Sohn der Familie, Heinz Grünewald, die Ware mit einem Fahrrad zu den Kunden. Heinz und sieben Jahre später auch der zweite Sohn, Manfred Grünewald, stiegen nach dem Abschluss der Kaufmannslehre in das Unternehmen der Eltern ein und bauten es stetig aus. Wilhelm Grünewald starb 1968. Im Jahre 1974 machte das Unternehmen, das immer noch unter dem Namen „Wilhelm Grünewald“ operierte, 100.000 Mark Umsatz. Das Geschäft wurde in den Folgejahren immer schwieriger für das Mönchengladbacher Unternehmen. Darum entschlossen sich die Brüder Heinz und Manfred, eine Fusion mit dem Essener Großhändler J. A. Giesen und Fritz Henberg aus Borken einzugehen. Aus dieser Fusion entstand die Tobaccoland-Großhandelsgesellschaft mbH & Co. KG mit Sitz in Mönchengladbach. Alleinige Geschäftsführer waren Heinz und Manfred Grünewald.
Am 29. Juni 1974 entstand die Tobaccoland Großhandelsgesellschaft mbH & Co KG durch die Fusion der seit 1845 in Borken bestehenden Tabakwarengroßhandlung Fritz Tenberg, der 1925 gegründeten Tabakwarengroßhandlung Wilhelm Grünewald aus Mönchengladbach und der Tabakwarengroßhandlung J. A. Giesen aus Essen, welche seit 1926 bestand. Erster Geschäftsführer wurde Heinz Grünewald, vormals Eigentümer des gleichlautenden Großhandelsunternehmens. 
1985 etablierte das Unternehmen in seiner neuen Hauptverwaltung in Mönchengladbach ein modernes, auf EDV basierendes Vertriebssystem, auf das sowohl die eigenen Vertriebsstellen als auch die Kooperationspartner zurückgreifen konnten. In der Folgezeit begann die Zusammenarbeit mit großen Mineralölketten und der Vertrieb der eigenen Produkte über deren Tankstellen. 
1988 fusionierte Tobaccoland mit der MADERGO Tabakwaren-Großhandlung Matthias Dercks KG aus Goch, deren Mitinhaber Wilhelm Dercks, neben Heinz Grünewald und Manfred Grünewald, Geschäftsführer des gemeinsamen Unternehmens wurde. Ab 1990 kooperierte Tobaccoland auch mit den in Deutschland befindlichen Aral-Tankstellen. Im gleichen Jahr übernahm die Austria Tabak AG 49 % der Anteile an Tobaccoland und stockte ihren Anteil 1994 auf 80 % auf. Parallel hierzu wurde in Österreich die erste Auslandsniederlassung gegründet, die tobaccoland Handels GesmbH, welche sich allerdings zu 100 % im Besitz der Austria Tabak AG befindet. 

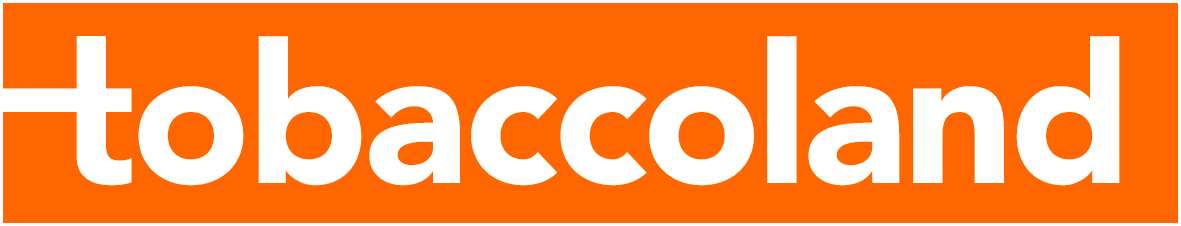
Das Logo der Tobaccoland Großhandelsgesellschaft mbH & Co KG um 2006

1992 wurde die, 1988 aus dem Zusammenschluss der Fachgroßhandlung Zigarren Zinn GmbH aus Essen, dem Tabakgroßhandel Norbert Stegemann aus Gelsenkirchen und der Ketzer KG aus Oberhausen entstandene, Tabak-Union Rhein-Ruhr Vertriebs GmbH (TURR) mit Sitz in Essen übernommen. Die Übernahme der TURR war der Einstieg in den Einzelhandel in Form der Anmietung von Kiosken und Tabakwarengeschäften. Hieraus entstand das Partnersystem Tabak-Börse. 
1996 wurde das Sortiment im Vertrieb erweitert, neben Tabakwaren wurden nun auch CDs und Konsumgüter angeboten. 1997 übernahm die Austria Tabak AG die restlichen Anteile an Tobaccoland und setzte Wolfgang Zinn, vormals Eigentümer der Fachgroßhandlung Zigarren Zinn GmbH, als Geschäftsführer ein. 
Tobaccoland wuchs bis zum Verkauf der letzten Anteile der Grünewald-Brüder im Jahre 1999 durch Fusionen, Zukäufe und Expansion immer weiter. Zwischenzeitlich hat es das Unternehmen sogar ins Guinness-Buch der Rekorde geschafft: „Als weltweit größter Tabakwaren-Großhändler.“ Rund 6,3 Milliarden D-Mark Umsatz hat die Firma 1999 erwirtschaftet.

Das Logo Lekkerland / Tobaccoland

Am 1. Januar 1999 kam es zur Fusion von Tobaccoland mit der Lekkerland GmbH & Co KG aus Frechen zur Lekkerland-Tobaccoland GmbH & Co KG mit Sitz in Frechen. An dem neuen Unternehmen hält der bisherige Tobaccoland-Mutterkonzern Austria Tabak AG 25,1 % der Anteile. Die zuvor ausgegliederte Tobaccoland Automatengesellschaft mbH & Co. KG, welche Zigarettenautomaten betreibt, bleibt weiterhin im Besitz der Austria Tabak AG.